# دملوح
الدُّمْلُوح نوع من الخفافيش في فصيلة خفاشيات العالم القديم. إنه في جنس وحيد الصنف. توجد في منطقة الحكم الذاتي لبوغانفيل في بابوا غينيا الجديدة وجزر سليمان. سُجِّلَت هذا الخفافيش النادرة وغير المعروفة من الغابات الاستوائية الرطبة وتحلق حول منازل القرية. يتميز بزوائده المنخرية القائمة كنورة الزهرة بين الشفة العليا والعين. جبهته مستعرضة تحمل ثلاث كرات معلاقية القاعدة. مسرحة من الغسق إلى فحمة الليل. قوته الحشرات والدويبات والهوام.